# Tashmoo Springs Pumping Station
Die Tashmoo Springs Pumping Station (auch Tisbury Waterworks Spring Building) ist ein historisches Wasserwerk bei Tisbury im Bundesstaat Massachusetts der Vereinigten Staaten. Das Ende des 19. Jahrhunderts errichtete Gebäude wurde 2008 gemeinsam mit 12 sog. Contributing Properties in das National Register of Historic Places aufgenommen.

## Wasserwerk

### Allgemeines
Zur Anlage am Südufer des namensgebenden Salzsees Lake Tashmoo gehören naturbelassene und von Menschen veränderte Landschaftsmerkmale sowie technische und bauliche Einrichtungen zur Wasserversorgung der Stadt Tisbury. Das eineinhalb Stockwerke hohe Hauptgebäude wurde 1887 im Stil des Colonial Revival von der Vineyard Haven Water Company als Teil der örtlichen Wasser-Infrastruktur aus Ziegelsteinen errichtet. Es steht auf einer L-förmigen Grundplatte und verfügt über Fenster- und Türstürze aus Granit. In das Walmdach sind vier Dachgauben eingelassen. Das Gebäude befindet sich in einem schlechten Zustand, ist jedoch weitgehend im Original erhalten. Die Maschinen und Anlagen wurden ausgebaut und sind nicht mehr vorhanden.

### Außenbereiche
Das Wasserwerk besteht aus dem 1887 errichteten Hauptgebäude, einem etwa 50 ft (15,2 m) hohen, aus Ziegeln erstellten Schornstein, einem 1907 an der Rückseite angefügten einstöckigen Anbau aus Ziegeln sowie einem weiteren, ebenfalls einstöckigen seitlichen Anbau aus Holz aus dem Jahr 1930. Das Haupthaus ist fünf Joche lang und zwei Joche breit. Der Schornstein hat einen quadratischen Grundriss und verjüngt sich zu seinem oberen Ende, das aus Beton besteht. Der Anbau aus dem Jahr 1907 befindet sich auf der rückwärtigen Westseite des Gebäudes und verfügt über ein Pultdach. Sowohl das Hauptgebäude als auch der 1907 errichtete Anbau ruhen auf einem Fundament aus Feldsteinen und verfügen über Ziegelwände im Amerikanischen Verband, deren oberste 5 Reihen auskragen. Die Dächer wurden 1928 mit Asbest gedeckt. Der 1930 errichtete Anbau ist zwei Joche lang, ebenso breit und befindet sich auf der Nordseite des Hauptgebäudes. Er steht auf einem Betonfundament, wurde aus Holz errichtet und auch mit Holzschindeln verkleidet.
Das Wasserwerk befand sich zum Zeitpunkt der Eintragung in das NRHP in einem sehr schlechten Zustand. Der Schornstein, die Wände des Anbaus aus dem Jahr 1907 und das Dach des Haupthauses waren teilweise eingestürzt, und eindringendes Wasser hatte beträchtliche Schäden verursacht. 2008 wurden daher vom Massachusetts Preservation Projects Fund Gelder bereitgestellt, mit denen das Dach originalgetreu wiederhergestellt und die beschädigten Mauern repariert werden konnten.

### Innenbereiche
Der Haupteingang an der Ostseite des Gebäudes führt zu einem kleinen Vestibül, dessen Decke und Wände verputzt und gestrichen sind. Eine aus Beton errichtete Treppe führt in den 510 ft² (47,4 m²) großen Maschinenraum hinab, der zwei Drittel der Grundfläche des Hauptgebäudes einnimmt. Die aus Beton bestehende Bodenplatte wurde 1932 installiert, und im späten 20. Jahrhundert wurde die Decke abgehängt. An der nördlichen Wand befindet sich eine rechteckige Zisterne mit einer ca. 8 ft (2,4 m) hohen Einfassung.
Am östlichen Ende der Südwand führt eine kurze Treppe zum Kesselraum hinauf. Dieser ist 310 ft² (28,8 m²) groß und zum 140 ft² (13 m²) messenden Anbau aus dem Jahr 1907 an der Westseite hin offen; die einstige Trennwand ist nicht mehr vorhanden, jedoch kann ihr Verlauf anhand von Spuren auf dem Boden noch nachvollzogen werden, zumal der Boden des Anbaus etwa 6 in (152,4 mm) höher liegt als der des Hauptgebäudes. Das obere Stockwerk war über eine gusseiserne Leiter zugänglich, jedoch ist dies aufgrund des schlechten Zustands des Gebäudes nicht mehr möglich. In der Südwand ist ein Rohr eingelassen, das Abluft in den Außenkamin leitete. An der Nordseite des Maschinenraums befindet sich im Anbau aus dem Jahr 1930 ein 410 ft² (38,1 m²) großer Pumpenraum.

## Contributing Properties

### Garage
Die 1919 errichtete Garage ist ein Joch breit, drei Joche lang und im selben Stil gehalten wie das Hauptgebäude. Sie wurde auf einer Betongrundplatte aus Ziegelsteinen im Läuferverband errichtet. Das Walmdach ist moderat geneigt und mit Asphalt gedeckt. In der westlichen Wand befindet sich eine hölzerne Doppeltür, auf der Nord- und Südseite wurden Fenster eingelassen. Das Bauwerk wurde nicht wesentlich verändert und befindet sich in gutem Zustand.

### Schuppen
Unmittelbar angrenzend an die Garage wurde ein etwa 7 ft (2,1 m) mal 15 ft (4,6 m) messender Schuppen aus Holz errichtet, dessen Giebeldach mit Asphalt-Schindeln gedeckt ist. Auf der Westseite befindet sich eine Doppeltür, die den Zugang zum Schuppen bildet. In der östlichen Wand gibt es ein Fenster. Im Unterschied zum Originalzustand wurden das Dach neu gedeckt und eine hölzerne Abzugsöffnung in der Decke entfernt.

### Ansaugtank
Der Ansaugtank aus dem Jahr 1924 misst rund 10 ft (3 m) mal 40 ft (12,2 m) und besteht aus Beton. Er befindet sich auf der Rückseite des Wasserwerks und ist so in den Boden eingelassen, dass er zentral zum Hauptgebäude ausgerichtet ist. Der Tank ist am oberen Ende verschlossen und ragt 3 ft (0,9 m) aus dem Erdreich. Er wird nicht mehr benutzt und ist teilweise überwuchert.

### Ventilabdeckung
Etwa 10 ft (3 m) vom nördlichen Ende der Westseite des Hauptgebäudes entfernt befindet sich eine achteckige Betonabdeckung über einem Loch im Boden, das früher als Zugangsschacht für ein Pumpenventil diente. Sie ragt rund 30 cm über dem Boden auf und wurde wahrscheinlich gemeinsam mit dem Ansaugtank 1924 installiert.

### Weitere Objekte
Von 1938 bis 1939 wurde ein Deich entlang des Südufers des Lake Tashmoo aufgeschüttet, um das Wasserwerk und die Qualität des Seewassers zu schützen. Zuvor hatten Hurrikans Schneisen durch eine Sandbank geschnitten, was dazu führte, dass das Wasser des Sees brackig wurde. In späteren Jahren wurde der Deich mit einem Deckwerk versehen.
Die gepflasterte Zufahrtsstraße zum Gelände wurde ca. 1887 angelegt. An den Straßenseiten wurden Holzmarker installiert, die eine sichere Navigation auch bei schlechtem Wetter und während der Nacht erlauben. Die Straße führt zum Haus des Mechanikers, das nicht zum NRHP-Eintrag gehört. Von dort führt ein Schotterweg weiter zum Wasserwerk.
Dort, wo die Zufahrtsstraße von der State Road abzweigt, markieren zwei 1887 errichtete, etwa 6 ft (1,8 m) hohe Steinsäulen den Eingang zum Gelände.
Durch den zuvor beschriebenen Deich vom See getrennt befindet sich ein rund 3 Acres (1,2 ha) großer Wasserspeicher, der während des Deichbaus angelegt wurde und die Versorgung der Stadt mit Trinkwasser auch während der Hurrikan-Saison sicherstellen sollte. Unterhalb der Wasserlinie befinden sich zudem Zu- und Abflüsse, die den Wasserfluss zwischen dem See und dem Wasserspeicher regulieren.